# Pachliopta antiphus
Pachliopta antiphus är en fjärilsart som först beskrevs av Fabricius 1793.  Pachliopta antiphus ingår i släktet Pachliopta och familjen riddarfjärilar. Inga underarter finns listade i Catalogue of Life.